# Violeta
Violeta je žensko osebno ime.

## Izvor imena
Ime Violeta izhaja iz italijanskega imena Violetta. To   razlagajo z besedama viola, violetta v pomenu »vijolica«, ki izhajata iz latinske besede viola »vijolica.« 

## Različice imena
Vilete, Violana, Violanda, Violanta, Viola, Violetka, Vijolanda, Vijolet, Vijoleta, Vijolica, Vjola  

## Tujejezikovne različice imena
- pri Angležih, Čehih, Italijanih, Madžarih, Nemcih, Slovakih, Švedih: Viola
- pri Poljakih: Wioleta
- pri Rusih: Виолетта

## Pogostost imena
Po podatkih Statističnega urada Republike Slovenije je bilo na dan 31. decembra 2007 v Sloveniji število ženskih oseb z imenom Violeta: 484.

## Osebni praznik
V koledarju je ime Violeta zapisano 3. maja (Violeta, južnotirolska mučenka, † 3.maja 304).